# Alexander Lernet-Holenia
Alexander Lernet-Holenia, nacido Alexander Marie Norbert Lernet (Viena, 21 de octubre del 1897 – 3 de julio del 1976), fue uno de los escritores, dramaturgos y poetas austriacos más reconocidos de su tiempo. Su prolífica obra se compuso de antologías de poesía, obras de teatro, novelas, relatos autobiográficos y guiones de cine. De origen aristocrático, Lernet-Holenia fue amigo del también dramaturgo Ödön von Horváth. Usó también en algunas ocasiones el seudónimo de Clemens Neydisser y el de G. T. Dampierre.

## Biografía
Lernet-Holenia nació en Viena en 1897. Su madre, la baronesa Boyneburgk-Stettfeld, nacida Holenia, se casó en segundas nupcias con el teniente de la marina Alexander Lernet. La pareja, separada poco antes del nacimiento de Alexander, se volvió a unir después de su nacimiento, dando así pie al rumor de que el padre biológico del pequeño era en realidad un archiduque de Habsburgo. Esta paternidad incierta preocupó al escritor durante toda su vida. En 1915 concluyó sus estudios en el instituto de Waidhofen an der Ybbs y comenzó a estudiar derecho en la Universidad de Viena, pero enseguida se alistó como voluntario en el ejército para combatir en la Primera Guerra Mundial desde septiembre de 1915 hasta el final de la contienda. Aún ejerciendo como soldado, Lernet-Holenia continuó escribiendo y, en 1917, le envió el poema Himmelfahrt Henochs a Rainer Maria Rilke. 
En 1920, adoptado por unos parientes adinerados de la familia de su madre que vivía en Carintia, el escritor deja atrás definitivamente su nombre de nacimiento y se apropia del doble apellido «Lernet-Holenia». Un año después, publicó su primer poemario, Pastorale, en la Wiener Literarischen Gesellschaft (WILA). Si bien Lernet-Holenia era de confesión evangélica de nacimiento, en 1923 se convirtió al Catolicismo. Su primera tragedia, Demetrious, sería publicada en 1925, seguida de las comedias Ollapotrida y Österreichische Komödie. Esta última pieza fue galardonada por el Premio Kleist en 1926 y por el Premio Goethe de la ciudad de Bremen en 1927. Al año siguiente colaboró en la pieza de teatro Gelegenheit macht Liebe junto con Stefan Zweig bajo el seudónimo Clemens Neydisser. 
Durante los años treinta Lernet-Holenia publicó un muy variado repertorio de obras de teatro, relatos y novelas de las cuales tres fueron adaptadas al cine: Die Abenteuer eines jungen Herrn in Polen en 1931, Die Standarte en 1934 y Ich war Jack Mortimer en 1935. En 1939, al regresar de un viaje en Estados Unidos, es llamado a presentarse al servicio militar. Herido dos días después de invasión alemana de Polonia fue transferido a Berlín donde fue nombrado para ser el director artístico de una película de guerra. Ya devuelta en Austria, conoció a la que sería su esposa, Eva Vollbach, en la ciudad de Kitzbühel. 
Si bien Lernet-Holenia tuvo una lucrativa carrera como guionista durante el Tercer Reich, fue uno de los pocos escritores consagrados que se mantuvo distante del nacionalsocialismo. En 1941, escribió el guion de la película Die große Liebe, de Zarah Leander, que se convirtió en un gran éxito comercial de la era nacionalsocialista. 